# Wildgraafschap Kyrburg

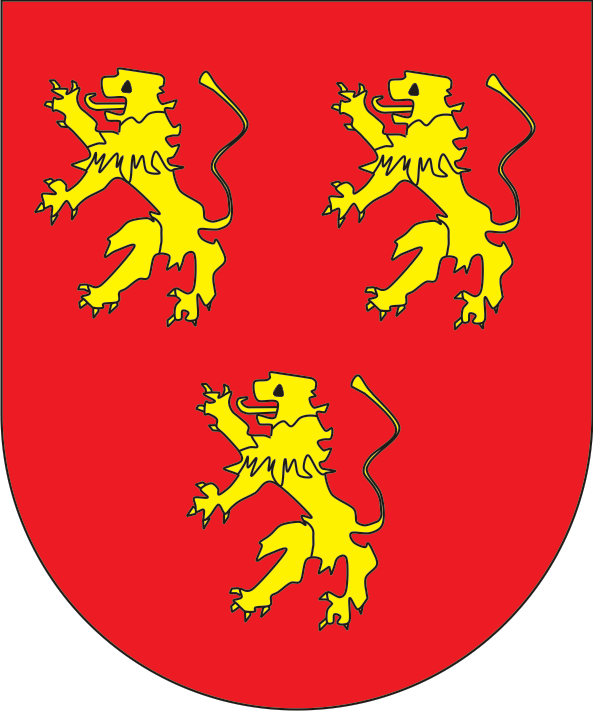
Wildgraafschap Kyrburg

Kyrburg was een tot de Boven-Rijnse Kreits behorend graafschap binnen het Heilige Roomse Rijk.

## Inleiding
In de tiende eeuw werden leden van de familie der Emichonen aangesteld als graaf in de Nahegouw. Een tak van deze familie noemde zich na 1100 naar de op de Kyrberg gebouwde burcht Kyrburg wildgraaf van Kyrburg. Met de dood van wildgraaf Otto in 1409 sterven de wildgraven van Kyrburg uit. Ten gevolge van het huwelijk van de zuster van de laatste wildgraaf, Margaretha met rijngraaf Jan II komt het gebied aan het huis Stein. Jan II had in 1350 al het wildgraafschap Dhaun geërfd van zijn moeder. Al met al is hiermee de basis gelegd voor het wild- en rijngraafschap. Het huwelijk van wild- en rijngraaf Jan V met Johanna van Salm levert de opvolging in 1475 in het graafschap Salm in de Vogezen.

## Wildgraafschap Kyrburg (1520-1688)
In 1520 delen de zoons van Jan VI:
- Philips te Dhaun krijgt: het graafschap Salm en de heerlijkheden Ogéviller, Pelligni, Neufviller, Bayon en het aandeel in de heerlijkheid Vinstingen, de heerlijkheid Grumbach, het rijngraafschap Stein,  het wildgraafschap Dhaun, een deel van het gerecht Rhaunen, het gerecht Hausen en de heerlijkheid Püttlingen
- Jan VII te Kyrburg krijgt  het wildgraafschap Kyrburg en de heerlijkheden Flonheim, Dhronecken, Wildenburg, Diemeringen, half Wörrstadt en Windesheim.
- gemeenschappelijk blijven Kirn en Meddesheim met Kirschroth.

Na de dood van Jan VII in 1531 volgen zijn minderjarige zoons, Jan VIII en Thomas. Op enig moment hebben zij de vaderlijke erfenis gedeeld, waarbij de oudste Mörchingen krijgt en de jongste Kyrburg. Na de dood van Thomas in 1553 worden de bezittingen herenigd.
Na de dood van Otto in 1607 vindt er weer een plaats:
- Jan IX krijgt Mörchingen
- Johan Kasimir krijgt Kyrburg  (uitgestorven 1681)
- Otto II krijgt Dhronecken (uitgestorven 1637)

In 1681 is alles weer herenigd en in 1688 sterft de tak te Kyrburg uit met Jan XI.

## De verdeling van het wildgraafschap Kyrburg
De erfenis wordt in 1696 verdeeld onder de anderer takken van het huis Salm.  
- Het wildgraafschap Kyrburg komt aan Salm-Salm en Salm-Hoogstraten.
- De heerlijkheid Flonheim komt voor 1/4 aan Salm-Salm en Salm-Hoogstraten en 3/4 aan de wildgraaf van Dhaun.
- De heerlijkheid Dhronecken komt voor 1/4 aan Salm-Salm en Salm-Hoogstraten en 3/4 aan Salm-Grumbach.
- De heerlijkheid Wildenburg komt voor 1/4 aan Salm-Salm en Salm-Hoogstraten en 3/4 aan de rijngraaf van Stein.
- De heerlijkheid Diemeringen komt voor  1/4 aan Salm-Salm en Salm-Hoogstraten en ieder 1/4 aan de wildgraaf van Dhaun, de graaf van Salm-Grumbach en de rijngraaf van Stein.
- De heerlijkheid Wörrstadt komt voor 1/8 aan Salm-Salm en Salm-Hoogstraten en 3/8 aan de rijngraaf van Stein.
- De heerlijkheid Windesheim komt voor 1/4 aan Salm-Salm en 3/4 aan Salm-Hoogstraten.

In 1744 wordt er een nieuw vorstendom Salm-Kyrburg gevormd.

## Regenten
| regering  | naam           | geboren    | overleden  | familie                    |
| --------- | -------------- | ---------- | ---------- | -------------------------- |
| 1327-1333 | Jan I          |            | -9-1333    |                            |
| 1333-1383 | Jan II         | voor 1333  | 16-2-1383  | zoon                       |
| 1383-1428 | Jan III        | 1371       | 8-4-1428   | zoon                       |
| 1428-1476 | Jan IV         | voor 1422  | 30-6-1476  | zoon                       |
| 1476-1495 | Jan V          | 17-11-1436 | 2-9-1495   | zoon                       |
| 1495-1499 | Jan VI         | voor 1470  | 25-12-1499 | zoon                       |
| 1499-1531 | Jan VII        | 1493       | 11-12-1531 | zoon                       |
| 1531-1548 | Jan VIII       | 1522       | -10-1548   | zoon                       |
| 1531-1553 | Thomas         | 1529       | 1553       | broer                      |
| 1553-1607 | Otto I         | 1538       | 7-6-1607   | zoon van Jan VIII          |
| 1607-1651 | Johan Casimir  | 1577       | 1651       | zoon                       |
| 1651-1681 | Georg Frederik | 31-1-1611  | 3-8-1681   | zoon                       |
| 1681-1688 | Jan XI         | 17-4-1635  | 16-11-1688 | achterkleinzoon van Otto I |